# 格雷戈里奧·德法爾科
格雷戈里奥·馬里亞·德法尔科（義大利語：Gregorio Maria de Falco；1965年3月8日—），意大利海军军官和政治人物，曾任意大利参议院议员。他因在意大利海军的职业生涯而闻名，2012年1月，他参与了解决歌詩達協和號觸礁事故的指揮救援。